# Energieträger

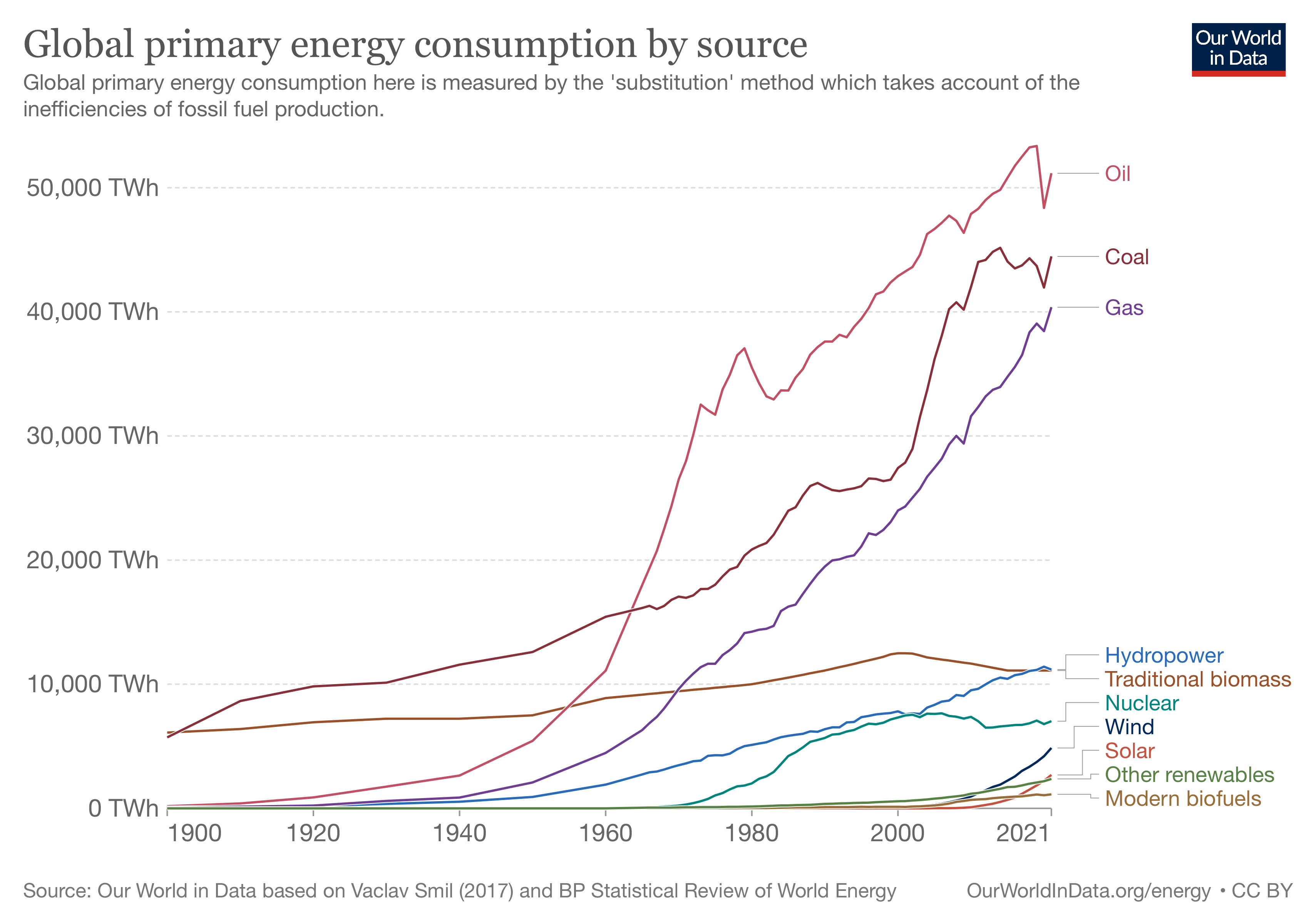
Entwicklung des weltweiten Energieverbrauchs nach Energieträger

Ein Energieträger ist ein Stoff oder ein Phänomen, das Energie enthält, die in andere Formen wie mechanische Arbeit, Wärme oder elektrische Energie umgewandelt werden kann.
Sie unterscheiden sich in ihrer Energiedichte, der Transport- und Lagerfähigkeit sowie im Aufwand und Wirkungsgrad ihrer Nutzung.

## Aufteilung
Als Primär- oder Rohenergieträger bezeichnet man Energieträger, die in der Natur zu finden sind, insbesondere die fossilen Brennstoffe und ein Uran-Isotop. Sekundäre Energieträger werden durch Umwandlung von Primärenergie gewonnen (z. B. Wasserstoff, Sprengstoffe) oder aufgeladen (z. B. Akkumulatoren). So stellt Wasserstoff aus natürlichen Vorkommen theoretisch  einen primären Energieträger dar, der so genannte grüne Wasserstoff ist hingegen ein sekundärer Energieträger und entsteht erst durch Umwandlung erneuerbarer Primärenergie.

## Beispiele

### Primäre Energieträger
- fossile Energieträger wie Erdöl, Kohle, Erdgas.
- Kernbrennstoffe wie Uran und Plutonium.
- Erneuerbare Energien wie Sonnenlicht, Biomasse, Wind, Fließwasser.
- Fett, Kohlenhydrate und Proteine in der Nahrung.

### Sekundäre Energieträger
- Kraftstoffe (Treibstoffe) aus der Erdölraffinerie
- Ethanol aus der Vergärung von Biomasse
- Wasserstoff beispielsweise aus Windenergie (Hybridkraftwerk)
- Druckluft
- Glucose aus dem Energiespeicher Glykogen
- Adenosintriphosphat

Elektrische Energie („Strom“) wird manchmal pauschal unter Energieträgern geführt, ist aber eine Energieform. 

## Energiedichte
Auf die Masse bezogen:
- Wasserstoff: 33,3 kWh/kg
- Erdgas: 13,9 kWh/kg
- Benzin: 12,7 kWh/kg

Auf das Volumen bezogen:
- Benzin: 8760 kWh/m³
- Erdgas (20 MPa): 2580 kWh/m³
- Wasserstoff (flüssig): 2360 kWh/m³
- Wasserstoffgas (20 MPa): 530 kWh/m³
- Wasserstoffgas (Normaldruck): 3 kWh/m³

| Stoff bzw. Energieform | Energiedichte in MJ/kg | Produkte und Derivate                                 |
| ---------------------- | ---------------------- | ----------------------------------------------------- |
| Holz                   | 13–20                  | Schnittholz, Pellets, Papier                          |
| Braunkohle             | 28,47                  | Brikett, Braunkohlekoks                               |
| Steinkohle             | 30                     | Kesselkohle, Koks                                     |
| Erdöl (roh)            | 42,8                   | Benzin, Heizöl, Kerosin, Diesel, Bitumen, Kunststoffe |
| Erdgas                 | 30–50                  | Stadtgas, Autogas                                     |
| Pflanzenöl             | 36                     | RME (z. B. Rapsmethylester)                           |